# Amando Melón
Amando Melón y Ruiz de Gordejuela (Zaragoza, 22 de enero de 1895-Madrid, 17 de junio de 1975) fue un geógrafo y catedrático español.

## Biografía

### Origen
Hijo del escritor y catedrático de Lógica y Griego clásico Esteban Melón del Saz e Ibarra y de Fidela Ruiz de Gordejuela, creció en una casa llena de hermanos varones. Su padre provenía de El Cortijo, Logroño, de una familia descendiente de la antigua aristocracia local, como prueban los archivos de la Real Chancillería de Valladolid.
En 1925 contrajo matrimonio con Consuelo Infante Venero, hija del abogado y senador Teodosio Infante Paniagua, con la que tuvo dos hijos, uno de ellos Carlos Melón Infante, primer traductor del Código Civil de Alemania al castellano, investigador en el CSIC y escritor de diversas obras de Derecho Civil; el otro, Fernando Melón Infante, escritor y catedrático de Escuela Universitaria de Derecho Mercantil en la Universidad de Salamanca y conocido conferenciante sobre cuestiones jurídicas, históricas y eclesiásticas.
Tuvo tres nietos, hijos de su hijo Carlos: Carlos, general consejero togado y presidente del Tribunal Militar Central, Gonzalo, coronel auditor, y Alfonso, abogado del Estado.

## Educación y trabajo
Estudió Filosofía y Letras en la Universidad de Zaragoza, donde comenzó su labor docente. En 1919 acabó sus estudios de doctorado, presentando su tesis doctoral a los veinticuatro años. En 1921, obtuvo la cátedra de Geografía Política y Descriptiva de la Universidad de Valladolid, siendo en ese momento el catedrático más joven de España, donde enseñó hasta 1948. Entonces se trasladó a la Universidad Complutense de Madrid.
Con la llegada de la Segunda República fue nombrado decano de la Facultad de Filosofía y Letras, cargo que desempeñó hasta 1941. En los años anteriores al advenimiento del nuevo régimen, Melón había abogado de forma conjunta con otros intelectuales (entre ellos Unamuno), por el cambio de forma de gobierno de la monarquía de Alfonso XIII de España a la forma de gobierno republicana. Durante esta década, tras sufrir un importante desencanto con la República española, hubo de hacer frente a dificultades profesionales y personales derivadas de la violencia política y la represión del momento, tanto ultraizquierdista como falangista. Una vez iniciada la guerra, en Asturias, fue apresado y condenado a muerte de forma sumaria y por razones ideológicas por el bando republicano en la guerra civil española, aunque la condena no llegó a ejecutarse y Amando Melón logró desplazarse a zona sublevada. Posteriormente, aun no siendo nunca un simpatizante del régimen de Franco, perdería toda simpatía por el republicanismo español.
En 1948 se trasladó a la Universidad Central de Madrid, donde fue titular de la cátedra de Geografía General y Descriptiva hasta su jubilación en 1965. 
A partir de entonces fue director del instituto Juan Sebastián Elcano, del que sería director honorario años más tarde. Fue consejero primero del Consejo Superior de Investigaciones Científicas (CSIC), y secretario del Patronato Saavedra Fajardo, secretario del Departamento Internacional de Culturas Modernas y secretario del Patronato José María Cuadrado.
Fue nombrado consejero honorario del CSIC y participó en otras actividades científicas y profesionales. Fue vocal de la junta directiva de la Real Sociedad Geográfica, consejero nacional de Educación y académico numerario de la Real Academia de la Historia desde el 21 de marzo de 1958, cuando pronunció un discurso de ingreso sobre "Los modernos nomenclátores de España" (1857-1950).
Fue uno de los fundadores y directores de la revista Estudios Geográficos. Su obra más conocida, Geografía histórica española, fue escrita en 1929, siete años después de obtener la cátedra de Geografía política y descriptiva en la Universidad de Valladolid.
El año de su jubilación, 1965, fue nombrado presidente de la sección de Geografía de la Asociación española para el progreso de las Ciencias. Igualmente, sus estudios de Geografía e Historia española y latinoamericana, le llevarían a distintos encuentros intelectuales en ciudades como Buenos Aires, São Paulo o Cartagena de Indias.
Asimismo fue el creador de la Escuela de Geografía de España, gracias a su discípulo José Manuel Casas Torres. Centró sus estudios geográfico-históricos en las divisiones territoriales y administrativas de España, desde el Antiguo Régimen hasta la división provincial de 1833.

## Sus primeras y principales publicaciones
Se especializó en la historia de la geografía y sobre todo de la geografía de la población española.
Uno de sus libros más destacados es Geografía histórica española, escrita en 1928. Otros libros que destacan bajo su firma son Los modernos nomenclátores de España, así como Magallanes-Elcano o también denominado La primera vuelta al mundo, escrito en 1940. Ambos libros pertenecen a la Real Academia de la Historia.

## Obra
- Geografía de Australia y Nueva Zelanda (1933)
- Geografía general o iniciación a la geografía descriptiva (1942)
- Ensayo de heurística sobre la empresa Magallanes-Elcano  (1951)
- Mil aspectos de la tierra y del espacio (1958)
- Los modernos nomenclátores de España, 1857-1950  (1958)
- Los primeros tiempos de la colonización. Cuba y las Antillas. (1952)
- La primera vuelta al mundo (1940)
- La España imperial (1992)
- Alejandro de Humboldt en América española (1932)